# Əlibəyqışlaq
Əlibəyqışlaq (hay còn gọi là Alibekkyshlakh và Alibeykyshlak) là một làng đô thị thuộc vùng Quba của Azerbaijan.  Có dân số là 881 người.